# Джиммі О'Ді
Джеймс Августин О'Ді (англ. James Augustine O'Dea; нар. 26 квітня 1899, Дублін — пом. 7 січня 1965, Дублін) — ірландський актор і комік.

## Біографія
Джиммі О'Ді народився 26 квітня 1899 року у Дубліні (Нижній Брідж-стріт, № 11). Батько — Джеймс О'Ді — торговець залізними виробами, а мати — Марта О'Ґорман, яка мала невеличку крамницю іграшок. Один з 11 дітей. Його батько мав крамницю на Кейпел-стріт. Освіту здобув у Ірландській школі Християнських Братів О'Коннела (Північній Річмонд-стріт, Дублін), де його однокласником був майбутній тишех — Шон Лемасс. З юних років зацікавлений у тому, щоб грати на сцені. У 1917 році став одним із засновників аматорської акторської групи — «Кілронанські гравці», але його батько не хотів про це чути. О'Ді — учень оптика в Единбурзі, Шотландія, де здобув кваліфікацію оптика.
Повернувся до Дубліна, де у віці 21 року заснував власний бізнес, який згодом передав своїй сестрі Ріті. У вільний час брав участь в аматорських постановках п'єс Ібсена та Чехова. З 1920 року працював в Ірландському театрі (Гардвік-стріт) разом з актором-продюсером — Джоном МакДонахом. У 1922 році зняв серію комедійних фільмів для Нормана Віттена. Після кількох років роботи у п'єсах Шоу повернувся до ревю, перше з яких, «Дублін на ніч», було поставлено у Королівському театрі (1924 р.) У 1927 році вийшов на сцену на повну ставку. З 1928 року перша постановка цієї компанії «Ми тут» здобула міжнародне визнання, а в грудні того ж року вона поставила свою першу різдвяну пантоміму «Синдбад-мореплавець».
О'Ді сформував партнерство з Гаррі О'Донованом (пом. 3 листопада 1973), з яким він вперше зустрівся під час постановки вистави «Поживемо — побачимо» у 1924 році. Їхньою першою виставою була «Подивіться, хто прийшов» (Королівський театр). Понад два десятиліття, починаючи з 1929 року, дует ставив по дві вистави на рік у Дубліні, спочатку в театрі Олімпія, а потім у театрі Ґаєті. Вони створили найвідомішого персонажа О'Ді — «Місіс Бідді Малліґан». Роль ґрунтувалася на попередніх проявах Джиммі як «Дами» у вар'єте та пантомімах. Бідді Малліґан була репрезентацією (карикатурою, пародією і стереотипом) дублінської вуличної продавчині, з усіма репліками, мудрістю і недоліками робітничого класу, що притаманні їй. Зробив кілька записів скетчів за участю місіс Малліґан. Бідді Малліґан згадується в багатьох піснях дублінського м'юзік-холу, таких як «Biddy Mulligan the Pride of the Coombe», «Daffy the Belle of the Coombe» і «The Charladies' Ball».
О'Ді знявся у кількох фільмах, таких як «Дарбі О'Гілл і маленький народ» (1959), де зіграв Короля Брайана, та «Джонні Ніхто» (1961). Мав успішну кар'єру в пантомімі, багато гастролював в Ірландії та Англії, і багато асоціюється з акторкою Морін Поттер (1925—2004), з якою він часто співпрацював. О'Ді — автор пісень свого часу. Багато з його пісень добре відомі й донині, деякі з них заспівав і записав дублінський співак Френк Гарт[джерело?].
Джиммі О'Ді помер у Лікарні доктора Стівенса в Дубліні у віці 65 років 7 січня 1965 року.

## Особисте життя
О'Ді одружився з Урсулою Дойл. Морін Поттер була подружкою нареченої. Шон Лемасс був шафером; він же виголосить прощальну промову на похороні О'Ді у 1965 році.
У Джиммі О'Ді була одна дитина — Крістін О'Ді, яка одружилася з братом Урсули Дойл, Ноелем Дойлом. Крістін живе в Торонто, народила двоє синів, Донал і Імон. У Імона є 2 дочки, Єва Шивон і Бріджит Кейт.

## Вибрана фільмографія
- 1935 — «Джиммі Бой»
- 1939 — «Підтримка хлопчики, підтримка»
- 1939 — «Давай станемо знаменитими»
- 1957 — «Схід місяця»
- 1959 — «Дарбі О'Гілл і маленький народ»